# Pristimantis espedeus
Pristimantis espedeus é uma espécie de anfíbio caudado da família Strabomantidae. Está presente na Guiana Francesa. A UICN classificou-a como deficiente de dados.